# Tekke Hassan-Baba
Le tekke Hassan-Baba (grec moderne : Τεκές Χασάν Μπαμπά) est un ancien tekke (maison de réunion de derviches) situé dans la vallée de Tempé, en Grèce.
Le tekke est un grand complexe, aujourd'hui en grande partie en ruines, situé à proximité du village de Témpi (el), sur les rives du fleuve Pénée. Pendant la période byzantine, la localité de Lykostómion occupe les lieux, cependant la localité actuelle se développe aux abords du tekke et, jusqu'au XXe siècle, elle est connue sous le nom de Baba, du nom du fondateur du tekke, Hassan Baba.
Après sa mort, Hassan Baba acquiert la réputation de faiseur de miracles, et le tekke devient un lieu de pèlerinage pour les fidèles venant de l'ensemble des territoires de l'Empire ottoman, en particulier pour les femmes désireuses de concevoir et les enfants ne pouvant pas marcher. Un grand complexe monastique de l'ordre bektachi se développe aux abords du türbe (mausolée) de son fondateur, comprenant une mosquée de forme carrée avec un minaret, des quartiers pour les derviches et les pèlerins, ainsi que de grandes cuisines.

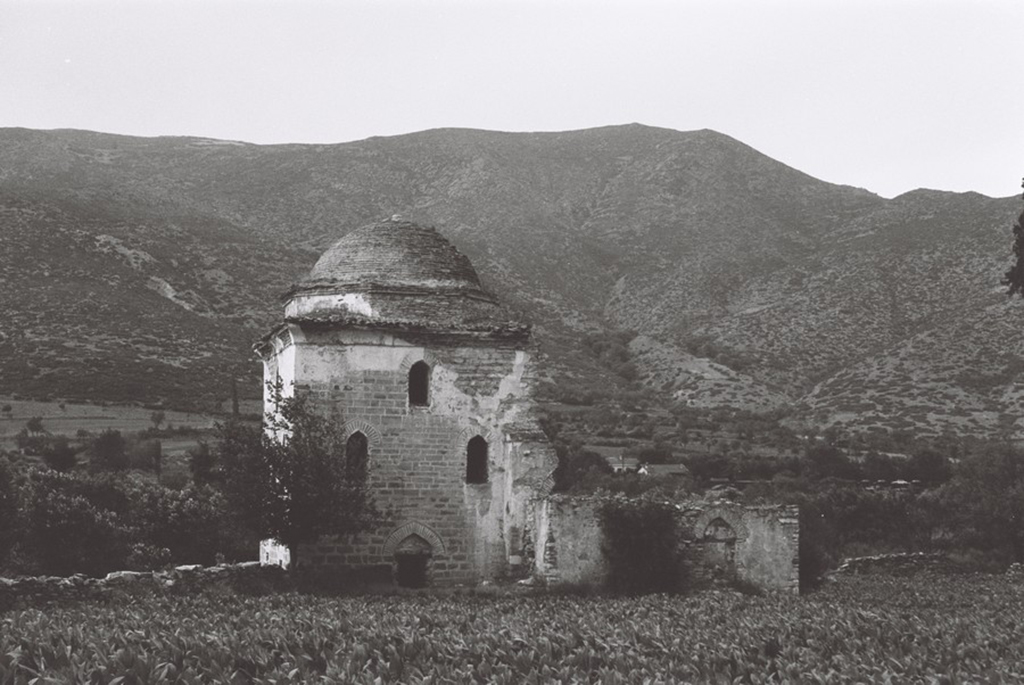
Vue du tekke, en 1970.

Le principal édifice subsistant est le türbe, une structure de forme carrée aux dimensions de 5,9 m de long et 9 m de haut. Il est coiffé d'un dôme en brique, soutenu par un tambour de forme octogonale et recouvert de feuilles de plomb,. À l'origine, il comporte un porche couvert de trois dômes de petite taille, mais celui-ci s'effondre en 1930, après que les chapiteaux en marbre des colonnes le soutenant ont été enlevés. L'intérieur est à l'origine recouvert de plâtre, décoré d'inscriptions coraniques, en partie conservées, ainsi que de motifs floraux de couleur blanche sur fond noir,. La construction du türbe date de la fin du XIVe ou du début du XVe siècle, tandis qu'une annexe carrée située sur son côté est date de la fin du XVIIe siècle. Le bâtiment des cuisines est également conservé, tandis que la majeure partie des terres environnantes est cédée au village de Témpi pour la construction de son cimetière, ou est convertie en terres agricoles. Les ruines de la mosquée, dont l'aspect est connu par la représentation réalisée par Edward Dodwell, se situent au nord-ouest du türbe.
Depuis 1987, le türbe relève de la responsabilité de la 7e Éphorie des antiquités byzantines, tandis que des plans portant sur une restauration complète du monument sont annoncés en 2009. Dans un premier temps, des travaux de faible ampleur sont entrepris afin de soutenir la structure, qui n'est toutefois pas ouverte au public. À partir de la fin 2021, l'édifice bénéficie d'une campagne de restauration d'un montant de 600 000 euros,. La réouverture officielle au public a lieu en juin 2025.